# Independent Trucks

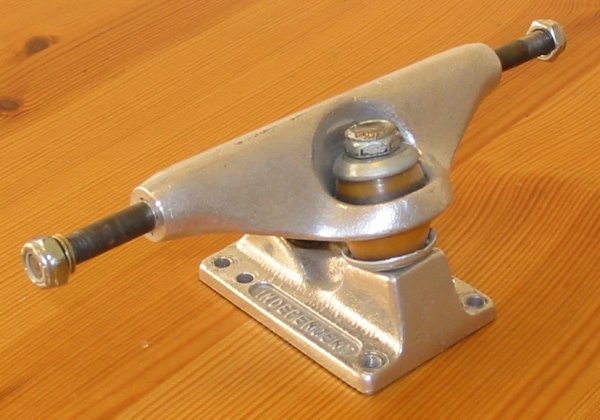
Een Independent Truck.

Het bedrijf Independent Truck fabriceert skateboard-trucks en kleding. Het hoofdkwartier staat in Santa Cruz. De trucks worden gemaakt in de Emrico Foundrey, deze staat in de haven van San Francisco.

## Geschiedenis
Het bedrijf is opgericht door Fausto Vitello in 1978. De eerste paar trucks die verkocht en verspreid werden, waren de Stage 1, op 23 mei 1978. Volgens de mede-ontwerper Rick Blackhart, zijn Independent Trucks ontworpen als een antwoord op de vraag naar goede trucks. In die tijd waren er alleen Bennett Trucks en Tracker Trucks, die volgens hen verbeterd konden worden.

## Slogan
De originele geregistreerde slogan was: 'THEY'RE #*X^!!! HOT!', alhoewel de meest recente slogan 'Built To Grind' is.